# Swietłana Tołstojowa
Swietłana Tołstojowa (ros. Светлана Михайловна Толстая, Swietłana Michajłowna Tołstaja; ur. 14 grudnia 1938 w Moskwie) – rosyjska uczona, filolog slawista i etnolog.
Urodziła się 14 grudnia 1938 w Moskwie jako Swietłana Michajłowna Szur. W 1961 r. ukończyła studia na wydziale filologicznym Państwowego Uniwersytetu  Moskiewskiego. W 1968 r. obroniła pracę kandydacką o grupach spółgłoskowych w językach słowiańskich. W 1993 r. obroniła pracę doktorską na temat morfonologii w słowiańszczyźnie. Prowadziła badania dialektologiczne w okolicach Archangielska, a następnie od roku 1963 na Polesiu.
Swoje prace uczona publikowała także w Polsce. Zajmuje się przede wszystkim etnolingwistyką. Bada też słowotwórstwo i fonologię.
Była żoną etnologa Nikity Iljicza Tołstoja.